# Église Saint-Christophe de Champagne-Vigny
Pour les articles homonymes, voir Église Saint-Christophe.
L'église Saint-Christophe est une église catholique située à Champagne-Vigny, en France.

## Localisation
L'église est située dans le département français de la Charente, sur la commune de Champagne-Vigny.

## Historique
L'église paroissiale Saint-Christophe est romane et date du début du XIIe siècle. Elle a été remaniée au XVe siècle puis à la fin du XIXe siècle. Elle est classée monument historique depuis 1990.
La cloche a été donnée en 1850 par Alfred de Vigny qui en est le parrain. Elle s'est fendue en 1935 et a été refondue par les établissements Bolée à Orléans21.
L'édifice est classé au titre des monuments historiques en 1990.